# Melissa (növénynemzetség)
A Melissa az árvacsalánfélék (Lamiaceae) családjába tartozó nemzetség, melybe évelő gyógynövények tartoznak. Őshonos Európában és Ázsiában, de számos más helyen is termesztik és honosítják.
A Melissa név a görög μέλισσα szóból ered, ami mézelő méhet jelent, s a Melissa-fajok virágjaiban található, a méheket vonzó bőséges nektárra utal.
A Melissa-fajok szárai szögletesek, mint az árvacsalánfélék többségének. Leveleik a száron keresztben átellenesen helyezkednek el, általában ovális vagy szív alakúak, sérülésükkor citromillatot árasztanak. Fehér vagy sárgás színű virágaik nyáron nyílnak, s füzérvirágzatokat alkotnak a levelek hónaljában. Nagyon fagyálló növények, amelyek inkább a teljes napsütést vagy forró nyarakon a világos árnyékot részesítik előnyben. Gyorsan növekednek.[forrás?]
A nemzetség legismertebb faja a citromfű (Melissa officinalis), melyet a világ számos részén meghonosítottak.

## Fajok
A Flora of China az alábbi négy fajt különbözteti meg a nemzetségen belül:
- Melissa axillaris
- Melissa flava
- Melissa officinalis – citromfű
- Melissa yunnanensis

## Fordítás
- Ez a szócikk részben vagy egészben  a   Melissa (plant) című angol Wikipédia-szócikk ezen változatának fordításán alapul.  Az eredeti cikk szerkesztőit annak laptörténete sorolja fel. Ez a jelzés csupán a megfogalmazás eredetét és a szerzői jogokat jelzi, nem szolgál a cikkben szereplő információk forrásmegjelöléseként.